# Team Stressless
Team Stressless is een voormalige schaatsploeg, opgericht door Bart Veldkamp rondom inline-skater en langebaanschaatser Bart Swings.

## Ontstaan
Vanaf 2012 begeleidde Veldkamp de Belgische langebaanschaatsers, waaronder Bart Swings die met Veldkamps ondersteuning ook Veldkamps laatste nationale record (op de 5000 meter) verbeterde. Op 24 maart 2013 gaf Veldkamp aan voor 1 mei een Belgisch-Nederlandse schaatsploeg te creëren van zes schaatsers, een trainingsstaf en een begeleider met daarin oud-TVM'er Jan Blokhuijsen. Veldkamp wilde een ploeg waarin inlineskaten en shorttrack werden beoefend. Deze multidisciplinaire manier van sporten was volgens hem in België makkelijker te beoefenen dan schaatsen op de 400-meterbaan. Echter, de zoektocht naar een hoofdsponsor bleek lastig vanwaar Veldkamp via crowdfunding geldschietsers probeerde te vergaren naast het Belgisch Olympisch en Interfederaal Comité (BOIC). Voor 1 oktober 2013 hoopte Veldkamp minimaal drie ton bij elkaar te hebben. Tijdens het proces bleek het bedrijf Omega Pharma-CEO Marc Coucke en de voetbalclub Oud-Heverlee Leuven interesse te hebben in de schaatsploeg. Voorafgaand aan het Olympische seizoen vertrok Veldkamp begin september voor een week naar de Verenigde Staten om de NHL-ijshockeyers van San Jose Sharks techniektraining te geven. Op 30 september 2013 presenteerde de ploeg als hoofdsponsor het meubelmerk Stressless, van het Noorse bedrijf Ekornes, voor de komende drie jaar.
Na seizoen 2013/2014 stopten veel schaatsteams, waaronder TVM waardoor Koen Verweij en Christijn Groeneveld zich als trainingspartners aansloten richting 2014/2015. Voor seizoen 2014/2015 maakten ook Baumgärtner, Silovs en Timmerman deel uit van het team, maar bondscoach Markus Eichler dreigde Baumgärtners bijdrage van de Bundeswehr af te nemen wanneer hij zich niet meteen aansluit bij een trainingsgroep in Erfurt, Berlijn of Inzell. Voor seizoen 2015/2016 hoopte de ploeg op de komst van Blokhuijsen die na zijn vertrek bij Team Corendon op zoek was naar aansluiting in combinatie met skeeleren. Op 3 juni 2015 maakte de ploeg bekend dat Haralds Silovs en Alexej Baumgärtner vertrokken en werd op 19 juni 2015 bekend dat Blokhuijsen samen met de Australische inline-coach Desly Hill overstapte. Daarbij was er nog ruimte voor de Amerikaan Joey Mantia, en die kwam er op 29 juni samen met landgenote Brittany Bowe. 
Het sponsorcontract werd ondanks de successen na 1 september 2016 niet verlengd.

## Schaatsploeg
Tot seizoen 2012–2013 bestond de ploeg uit enkel Belgische langebaanschaatsers; met ingang van het Olympische seizoen een internationale ploeg. Als eerste transfer is de Fransman Ewen Fernandez aangetrokken.

### 2014–2015
Voor dit seizoen bestond de ploeg uit deze rijders:
| Mannen             | Mannen                    |
| Naam               | Specialisatie             |
| ------------------ | ------------------------- |
| Alexej Baumgärtner | 5000 en 10000 meter       |
| Ewen Fernandez     | 1500 en 5000 meter        |
| Karlo Timmerman    | 5000 en 10000 meter       |
| Haralds Silovs     | 1000, 1500 meter          |
| Ferre Spruyt       | 1500, 5000 en 10000 meter |
| Bart Swings        | 1500, 5000 en 10000 meter |
| Maarten Swings     | 1500, 5000 en 10000 meter |
| Wannes Van Praet   | 1500, 5000 en 10000 meter |
| Quinten Vandesande | 1500 en 3000 meter        |

### 2015–2016
Voor dit seizoen bestond de ploeg uit zes rijders:
| Mannen          | Mannen                    | Vrouwen        | Vrouwen                 |
| Naam            | Specialisatie             | Naam           | Specialisatie           |
| --------------- | ------------------------- | -------------- | ----------------------- |
| Jan Blokhuijsen | 5000 meter en allround    | Brittany Bowe  | 500, 1000 en 1500 meter |
| Joey Mantia     | 1000 en 1500 meter        | Manon Kamminga | 1000 en 1500 meter      |
| Daniel Greig    | 500 en 1000 meter         |                |                         |
| Bart Swings     | 1500, 5000 en 10000 meter |                |                         |